# بخش یونین (شهرستان ناکس، اوهایو)
بخش یونین (به انگلیسی: Union Township) یک منطقهٔ مسکونی در ایالات متحده آمریکا است که در شهرستان ناکس، اوهایو واقع شده‌است.
 بخش یونین ۷۸٫۴ کیلومتر مربع مساحت و ۲٬۶۴۶ نفر جمعیت دارد و ۳۲۶ متر بالاتر از سطح دریا واقع شده‌است.